# 밀카 싱

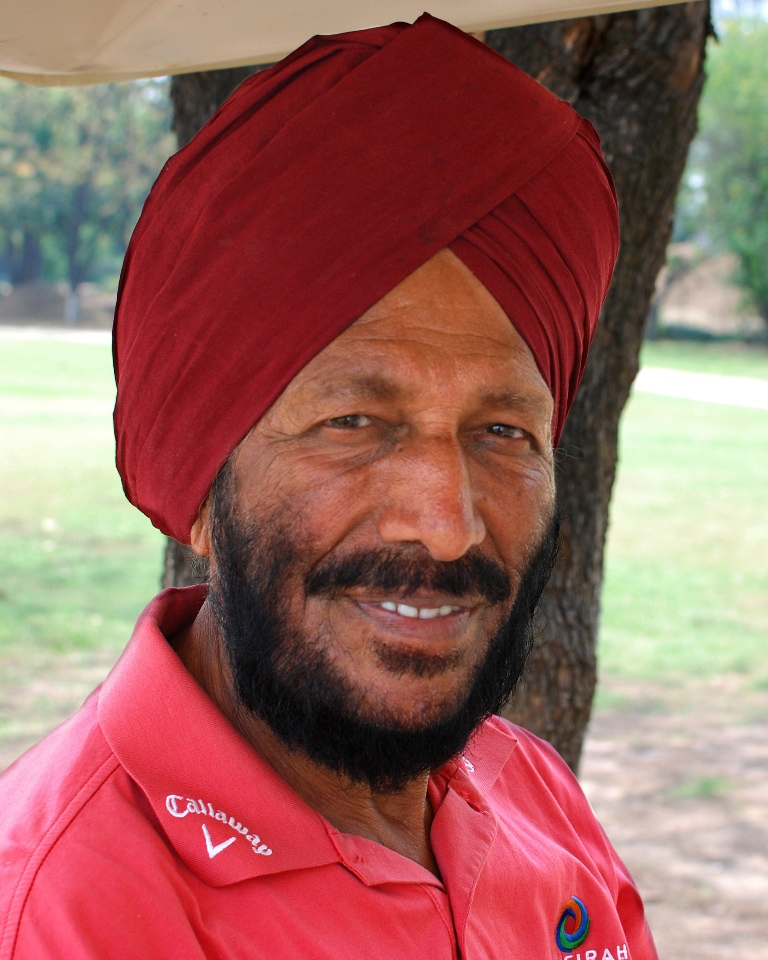
밀카 싱

밀카 싱(영어: Milkha Singh, 펀자브어: ਮਿਲਖਾ ਸਿੰਘ, 1929년 11월 20일 ~ 2021년 6월 18일)은 인도의 육상인이다. 인도 육군에 복무한 동안 단거리 달리기로서 알려져 플라잉 싱(The Flying Sikh)으로도 유명하다.